# 기민중학교
기민중학교(基民中學校)는 충청남도 논산시 지산동에 있는 사립 남자중학교다. 학교법인 기민학원에서 운영하고 있다.
1949년 10월 1일에 개교했기 때문에 국군의 날에 쉬게 되었는데 2024년 국군의 날이 공휴일로 정해진 이후 다른날을 개교기념일 개념으로 쉰다.
2000년 초까지는 기독교(크리스트교) 미션스쿨이였다고 알려졌다. 그래서 기민의 뜻은 기독교 민주주의를 줄인말이다.

## 학교 연혁
1949.10.01
논산 공민중학교 개교
1955.02.16
재단법인 기민학원 인가
1955.03.02
초대 이정로 이사장 취임
1955.03.15
기민중학교 설립 인가 (6학급)
1955.04.01
초대 이근석 교장 취임
1959.03.03
제 2대 이재로 교장 취임
1962.01.31
제 2대 정규태 이사장 취임
1962.12.31
학칙 변경인가(15학급 및 남학교로 전환)
1964.01.25
재단법인을 학교법인으로 조직 변경 인가
1965.12.28
제 3대 이희로 교장 취임
1972.04.01
제 3대 박대관 이사장 취임
1974.04.20
전국 중·고 배구연맹전 우승
1974.05.17
제 17회 T·B·C 컵 쟁탈 배구대회 우승
1975.10.03
체육관 (대교동 구축교사) 준공(140평)
1978.10.23
제 13회 한국방송공사(KBS) 주최 전국 음악 경연 대회 취주악부 금상
1979.11.20
기민중학교 이전 계획 승인 받음
1982.09.03
학칙 변경인가 (위치 이전)
1982.09.06
법인정관 변경 (주소)
1982.09.11
신축교사 낙성
1985.11.01
제 4대 임헌하 이사장 취임
1985.11.01
제 5대 임용수 이사장 취임
1999.02.25
체육관 (지산동 신축교사) 준공
1999.03.02
제4대 이을범 교장 취임
1999.09.01
제5대 천중상 교장 취임
2001.01.05
운동부합숙소 및 제 2교무실 준공
2001.09.01
제6대 박일수 교장 취임
2003.02.13
제 46회 졸업식 (163명) (누계 : 10,845명)
2003.03.04
입학식 (139명)
2004.04.01
제 6대 임재수 이사장 취임
2005.05.28
급식실 준공
2008.10.30
학생 화장실 증, 신축 준공
2011.02.07
전교실 교과교실제 리모델링 완료
2012.09.22
외벽 단열 공사 완료
2015.03.02
입학식 (103명)
2015.09.01
제 9대 김용권 교장 취임
2016.02.04
제 68회 졸업식(137명) (누계:12,625명)
2016.03.02
입학식(117명)
2016.08.14
급식실(수미관) 신축 이전
2019.09.01
제 10대 박태돈 교장 취임
2020.01.10
제 72회 졸업식 (103명) (누계:13,077명)
2020.03.01
입학식 (121명)
2021.09.01
제 11대 이재호 교장, 김태필 교감 취임
2023.03.02
입학식 (84명)
2023.09.01
제 12대 임재철 교장, 김광호 교감 취임
2023.10.31
내진공사 및 외벽공사
2024.01.15
제 76회 졸업식 (93명) (누계:13,495명)
2024.03.04
입학식 (90명)
2025.01.10
제 77회 졸업식 (81명) (누계: 13,576명)
2025.03.04
입학식 (85명)

## 참고 자료
- 기민중학교 - 한국교육학술정보원 학교알리미